# Sikorsky CH-53K King Stallion
Il Sikorsky CH-53K King Stallion  è la nuova versione, in fase di sviluppo, del più grande e pesante elicottero in dotazione allo United States Marine Corps Aviation,  il Sikorsky CH-53E Sea Stallion.

## Sviluppo
Il Corpo dei Marines aveva programmato di aggiornare la maggior parte dei suoi CH-53E per tenerli più a lungo in servizio, ma questo progetto entrò in una fase di stallo. La Sikorsky, avendo appurato l'interesse dei Marines per un aggiornamento della macchina, propose una nuova versione in origine denominata "CH-53X". Accettata questa nuova variante, nell'aprile 2006, l'USMC firmò un contratto del valore di 18,8 miliardi di dollari per 156 esemplari costruiti ex novo che furono denominati "CH-53K", da consegnarsi entro il 2021. I marines avevano in programma di iniziare a ritirare i CH-53E nel 2009 ed avevano bisogno dei nuovi elicotteri molto rapidamente perché alcune cellule avrebbero iniziato ad accusare limiti strutturali di vita entro il 2011-12. Le prime prove in volo del CH-53K sarebbero dovute iniziare nel 2011. Il primo esemplare di serie è stato consegnato il 16 maggio 2018 per entrare nel Supportability Test Plan (STP) sulla Marine Corps Air Station (MCAS) a Jacksonville, nella Carolina del Nord. L'STP comporta una valutazione logistica sulla manutenzione, il mantenimento e il supporto complessivo del CH-53K, contestualmente alla convalida delle procedure di manutenzione con i manutentori dell'USMC. Garantirà prontezza e supporto sulla linea di volo fino a quando il CH-53K entrerà in servizio verso la fine del 2019.

## Progettazione
Il CH-53K è una riprogettazione generale del CH-53E Sea Stallion. I principali miglioramenti sono nuovi motori e una cabina di pilotaggio riprogettata, dotata di strumentazione completamente digitale e comandi fly-by-wire. Il CH-53K avrà più del doppio della capacità di sollevamento e del raggio di azione del CH-53E e una stiva più ampia per permettere di trasportarvi un Humvee. Sarà caratterizzato da nuovi sponson in materiale composito di forma più tozza e stretta, in modo da ridurre la larghezza complessiva, dando così all'elicottero un'impronta a terra più contenuta nelle operazioni a bordo delle portaerei d'assalto anfibio.

Avrà, inoltre, un rotore dotato di nuove pale in materiali compositi, con tecnologia simile a quella attualmente presente sull'UH-60 Black Hawk. Le tre turbine utilizzate saranno le General Electric GE38-1B.
Questa turbina è stata scelta in una rosa di concorrenti che comprendeva la turbina Pratt e Whitney Canada PW150 e una derivata dalla Rolls-Royce AE 1107C-Liberty utilizzata sul convertiplano V-22 Osprey.
Nel mese di agosto 2007, l'USMC ha aumentato il suo ordine di CH-53K da 156 a 227 esemplari. Quando entrerà in servizio, sarà utilizzato come elicottero da trasporto e sollevamento pesante, mentre l'Osprey sarà destinato a trasporti meno voluminosi e l'UH-1Y come elicottero utility.
Il 4 dicembre 2012 la Sikorsky ha consegnato il primo CH-53K, un banco di prova a terra per testare tutte le modifiche apportate, volte a migliorare le prestazioni della cellula. Il primo volo è avvenuto il 27 ottobre 2015. Interesse per questa nuova versione è stato mostrato da parte dell'aviazione israeliana che, nel 2009, ha dichiarato di voler valutare la nuova variante dopo il primo volo. Nel mese di agosto 2015, l'aviazione israeliana ha formalizzato un requisito per il CH-53K, precisando di voler sostituire i suoi CH-53 "Yasur" dopo il 2025, quando questi avranno esaurito le ore di volo disponibili.
Il CH-53K si distingue principalmente per la fusoliera più larga rispetto alle precedenti varianti della gamma CH-53, proprio per agevolare le procedure di carico ed aumentare il carico pagante. Per queste esigenze la potenza disponibile è stata accresciuta mediante l'adozione di tre turbine General Electric GE-38-1B in grado di generare fino a 7 500 shp ciascuna. L'elicottero raggiunge, quindi, 38 400 kg di peso massimo al decollo e può caricare fino a 16 tonnellate di carico o 37 soldati equipaggiati (fino a 55 con un'ulteriore fila centrale di posti). Il CH-53K ha una velocità di crociera di 315 km/h, un raggio d'azione di 1000 km ed un'autonomia di oltre 1800 km.

## Potenziali utilizzatori

### Germania
Nel febbraio 2018, Sikorsky sigla un accordo del valore di ca. 4 miliardi di Euro con Rheinmetall per il programma di sostituzione dei CH-53G della Bundeswehr, dove il CH-53K è in competizione con il Boeing CH-47 Chinook.
- Germania – Bundeswehr – Richiesta ufficiale di offerta per 41 esemplari emessa a fine 2018.[22]

### Giappone
Dimostrazione di interesse per il CH-53K.

## Utilizzatori
Israele
- Heyl Ha'Avir

12 CH-53K selezionati il 28 novembre 2021 ed ordinati nel dicembre successivo, dopo che a luglio dello stesso anno, il Dipartimento della Difesa USA, aveva approvato la possibile vendita di 18 elicotteri per 3,4 miliardi di dollari. Le consegne dovrebbero avvenire tra il 2023 e il 2025. Al momento dell'ordine, il Governo israeliano ha garantito la copertura finanziaria necessaria all’acquisto di 12 elicotteri, pari a circa 2,4 miliardi di dollari, mentre è probabile che l’acquisizione dei restanti 6 esemplari venga formalizzata con un nuovo contratto verso la fine del 2022. Il 15 febbraio è stato finanziato l'acquisto dei primi 4 dei 12 CH-53K selezionati.
 Stati Uniti
- United States Marine Corps Aviation

33 CH-53K ordinati con un fabbisogno di 200 esemplari.